# Uitwisselbaarheid (kansrekening)
In de kansrekening formaliseert de eigenschap uitwisselbaarheid van een familie van stochastische variabelen het intuïtieve begrip dat bij de evaluatie van bepaalde informatie de volgorde van de variabelen er niet toe doet. Een van de belangrijkste uitspraken over uitwisselbare families is de Stelling van De Finetti. Uitwisselbaarheid is een afzwakking van de eis dat stochastische variabelen onderling onafhankelijk en gelijkverdeeld zijn.

## Definitie
Een familie {\displaystyle (X_{i})_{i\in I}} van stochastische variabelen heet uitwisselbaar als voor elke eindige permutatie {\displaystyle \sigma } van de indexverzameling {\displaystyle I} de simultane verdeling van {\displaystyle (X_{i})_{i\in I}} dezelfde is als van {\displaystyle (X_{\sigma (i)})_{i\in I}}.
Equivalent aan deze definitie is dat de familie {\displaystyle (X_{i})_{i\in I}} uitwisselbaar als voor alle eindige subgroepen {\displaystyle J\subset I} met {\displaystyle |J|=n}, de verdelingen van {\displaystyle (X_{i})_{i\in J}} dezelfde zijn.
Een equivalente formulering is dat een familie {\displaystyle (X_{i})_{i\in I}} van stochastische variabelen uitwisselbaar is, als voor elke {\displaystyle n} en voor alle paarsgewijze verschillende {\displaystyle i_{1},\dots ,i_{n}\in I} elementen {\displaystyle j_{1},\dots ,j_{n}\in I} bestaan, zodat {\displaystyle (X_{i_{1}},\dots ,X_{i_{n}})} en {\displaystyle (X_{j_{1}},\dots ,X_{j_{n}})} hetzelfde verdeeld zijn.

## Geschiedenis
Het begrip uitwisselbaarheid werd in 1924 geïntroduceerd door William Ernest Johnson in zijn boek Logic, Part III: The Logical Foundations of Science.

## Opmerkingen en eigenschappen
- De stochastische variabelen in een uitwisselbare familie zijn altijd gelijkverdeeld. Dit vloeit rechtstreeks voort uit de definitie, omdat de gelijkheid van de verdelingen voor alle eindige deelverzamelingen en daarmee voor elke willekeurige variabele is vereist.
- Een rij stochastische variabelen {\displaystyle (X_{n})_{n\in \mathbb {N} }} is dan en slechts dan uitwisselbaar, indien {\displaystyle (X_{n})_{n\in \mathbb {N} }}  voorwaardelijk onafhankelijk en gelijkverdeeld zijn gegeven een σ-algebra {\displaystyle {\mathcal {A}}}. Als dit het geval is, kan als σ-algebra altijd de staart-σ-algebra of de uitwisselbare σ-algebra worden gekozen. Dit resultaat is afkomstig van Bruno de Finetti.